# Patrimonialisation
Pour les articles homonymes, voir Patrimonialisation (homonymie).
La patrimonialisation est le processus socio-culturel, juridique ou politique par lequel un espace, un bien, une espèce ou une pratique se transforment en objet du patrimoine naturel, culturel, religieux, politique ou économique digne de conservation et de restauration. 

## Caractéristiques
Au XIXe siècle, la patrimonialisation s'attachait à rendre une voix aux monuments altérés par le temps « dans un sentiment d'urgence dû à la hantise de la perte ». Aujourd'hui, au contraire, la patrimonialisation correspond plus à jouissance promise à une communauté par la (ré)appropriation de biens communs. 
Dans les sociétés occidentales, l'extension massive de ce qui fait patrimoine depuis le XXe siècle conduit certains auteurs critiques à parler d'un phénomène d'« inflation patrimoniale », qui pose de nombreux enjeux en matière de gestion, d'entretien, de valorisation et de vulgarisation,,. L'élargissement (temporel, fonctionnel et esthétique) du champ patrimonial s'observe « depuis plusieurs décennies dans le monde entier. En France, un double mouvement s’exprime depuis les années 1980 dans les politiques patrimoniales nationales : d’un côté une mondialisation du patrimoine reliée aux exigences d’universalité de l’Unesco, et de l’autre l’émergence d’un paradigme localiste et régional avec la reconnaissance des pratiques d’abord rurales (arts et traditions populaires, écomusées…) puis urbaines (zones de protection du patrimoine architectural, urbain et paysager, villes et pays d’art et d’histoire…). À l’échelle mondiale, une surface de plus en plus importante fait l’objet d’une protection patrimoniale (plus de 12 % de la surface du globe en 2010) sous la forme de sites naturels, de jardins et d’ensembles urbains, tandis que l’âge moyen des éléments protégés s’est réduit de plusieurs siècles à quelques décennies, voire années ».
Le concept de patrimoine commun de l'humanité émerge à la fin des années 1960 dans le contexte de la guerre froide et de la décolonisation. Conçu pour préserver les droits des pays en voie de développement sur les richesses naturelles « qu'ils n'avaient pas les moyens d’explorer et pour fonder leurs revendications d'une répartition plus équitable des ressources mondiales », il remet en cause la distribution du pouvoir et des richesses, si bien que  les États répugnent à s'engager dans la patrimonialisation internationale et préfèrent s'en tenir à la « préoccupation commune ».
La patrimonialisation des sites religieux a coïncidé avec l'émergence du tourisme de masse (concernant notamment les visiteurs qui hésitent souvent entre le pèlerinage stricto sensu et le tourisme religieux) et la baisse de la pratique religieuse à partir des années 1960. Conscientes de la paternité effective des lieux sacrés, les communautés locales pouvant bénéficier de ce tourisme sont inégalement portées par ce mouvement de réappropriation collective que constitue la patrimonialisation.
La patrimonialisation des lieux légendaires s'appuie non plus sur l'intérêt historique ou les richesses naturelles des sites culturels qui servent à légitimer leur importance aux yeux des visiteurs, mais sur l'utilisation de constructions imaginaires comme outils de valorisation touristique de ces lieux.
Plus récemment, la patrimonialisation s'est étendue au patrimoine industriel. Certains sites sont dorénavant inscrits ou classés au patrimoine mondial de l'UNESCO, tels que l'usine sidérurgique de Völklingen (Allemagne), classée en 1994, ou le bassin minier du Nord-Pas-de-Calais, inscrit en 2012.